# Cultura Saqqaq
La cultura Saqqaq  (que pren el nom de l'assentament de Saqqaq, on s'han trobat moltes restes arqueològiques) va ser una cultura paleoesquimal de Groenlàndia.
Segons l'arqueologia la cultura Saqqaq existí de l'any 2500 aC fins a l'any 800 aC Aquesta culturà coexistí amb la cultura Independència I (Independence I culture) del nor de Groenlàndia. Després de la desaparició de la cultura Saqqaq emergiren la cultura Independència II del nord de groenlàndia i la primera fase de la cultura Dorset de l'oest de l'illa.

## Troballes arqueològiques
Les restes congelades trobades d'aquesta cultura van ser objecte de seqüenciació del seu ADN. Segons això els pobladors de fa 4.000 anys estaven relacionats amb els pobles del nord-est de Sibèria. No són els antecessors de l'actual poble Kalaallit però estaven relacionats amb els txuktxis i els koriaks.
Els Saqqaq estaven físicament adaptats als climes molt freds, viven en tendes petites i caçaven foques, ocells marins i altres animals marins.